# Brzeżecki
Brzeżecki (Brzezecki) – polski herb szlachecki z nobilitacji.

## Opis herbu
Na tarczy dzielonej w pas, w polu pierwszym, błękitnym, trzy lilie w pas, srebrne.
W polu drugim, czerwonym, trzy berła złote w gwiazdę.
Klejnot: Złote jabłko.
Labry błękitne, podbite czerwienią.

## Najwcześniejsze wzmianki
Nadany rajcy lwowskiemu Maciejowi Brzezeckiemu 6 grudnia 1521.

## Herbowni
Brzeżecki - Brzezecki.